# Requin pèlerin
Vous lisez un « bon article » labellisé en 2010.
Cetorhinus maximus
Espèce
Statut de conservation UICN

 EN A2bd : En danger
Statut CITES
Statut CITES
Statut CITES
Le requin pèlerin (Cetorhinus maximus) est une espèce de poissons cartilagineux, seul membre non fossile du genre Cetorhinus et seule espèce actuelle de la famille des Cetorhinidae. Pouvant atteindre douze mètres de long, pour une longueur moyenne de dix mètres, ce requin est considéré comme le second plus grand poisson vivant actuellement sur Terre après le requin-baleine.
Facilement reconnaissable avec sa haute nageoire dorsale et sa bouche distendue lorsqu'il se nourrit, le requin pèlerin se rencontre dans les océans et mers tempérés. Massif, se déplaçant assez lentement et dénué d'agressivité — son nom anglais Basking shark se traduit par « requin flâneur » — ce requin est parfaitement inoffensif pour l'humain. Ce géant des mers — son nom allemand Riesenhai signifie « requin géant » —
se nourrit principalement de plancton, d'algues ou bien d'animaux microscopiques qu'il absorbe par son immense bouche.
Comme beaucoup de requins, il compte parmi les espèces menacées et sa diversité génétique ne semble pas élevée. Bien qu'il n'y ait aucune donnée précise sur sa population totale, l'espèce est considérée comme en danger.

## Dénomination

### Noms scientifiques

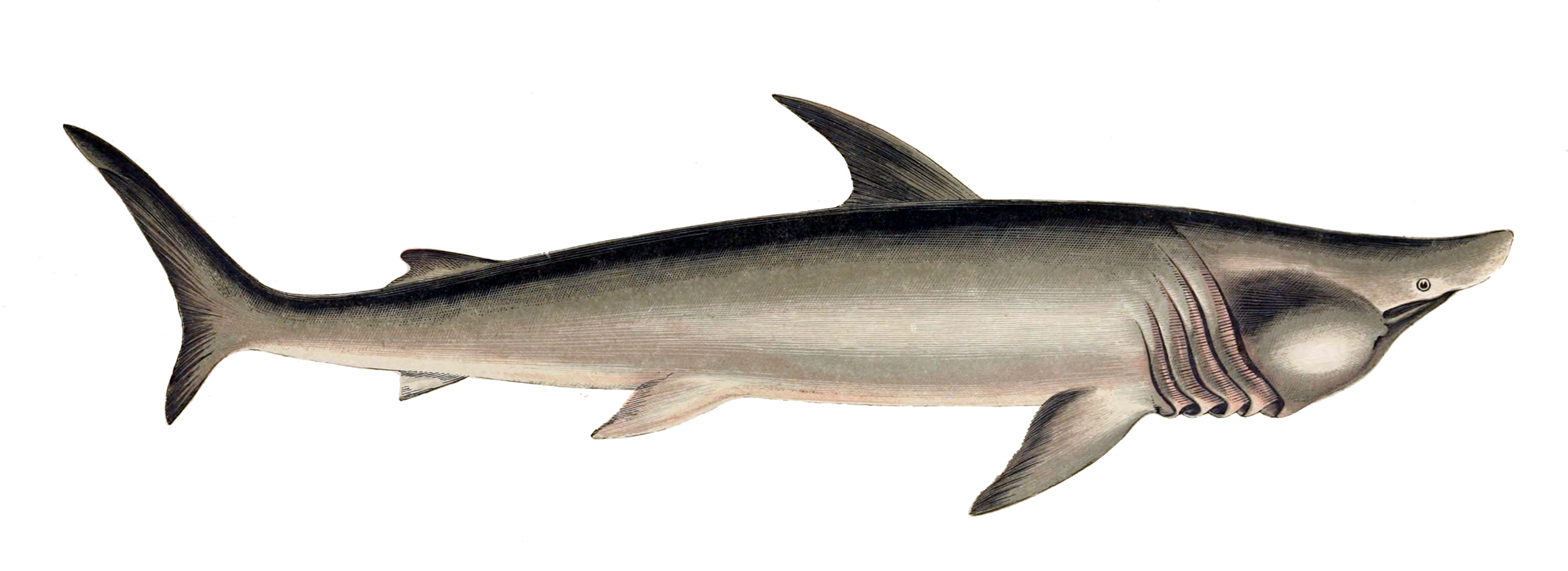
Vue de profil d'un requin pèlerin.

En 1765, Johan Ernst Gunnerus est le premier à décrire l'animal sous le nom de Squalus maximus, à partir d'un spécimen découvert en Norvège. Par la suite, l'animal prit de nombreux autres noms, dont Squalus pelegrinus, Squalus elepha ou encore Selache maximus. Cela est dû au fait que les naturalistes travaillaient alors quasi exclusivement sur des pièces naturalisées et qu'« il est très difficile de conserver ces animaux dans les musées ; ils se déforment en séchant et perdent une partie de leurs caractères ; c'est ce qui explique pourquoi les figures qu'en ont donné les différents auteurs diffèrent tant entre elles ». En 1816, Henri-Marie Ducrotay de Blainville proposa la dénomination « Cetorhinus » pour établir le genre de l'animal. Ce terme est construit à partir du grec ancien κῆτος (ketos), signifiant « monstre marin » ou désignant plus globalement les grands cétacés, et de ῥινός (rhinos), pour « nez ». Malgré quelques variations dans le temps, c'est cette appellation qui fut retenue.

### Nom vernaculaire
Le requin pèlerin n'a pas été dénommé ainsi à cause de son habitude de parcourir de longues distances, mais pour des raisons morphologiques et « vestimentaires ». Selon Alfred Brehm, « on le nomme Pèlerin à cause de la ressemblance qu'on a voulu trouver entre les collets du manteau des pèlerins [la pèlerine] et les replis flottants formés par le bord libre des membranes interbranchiales de ce squale ».

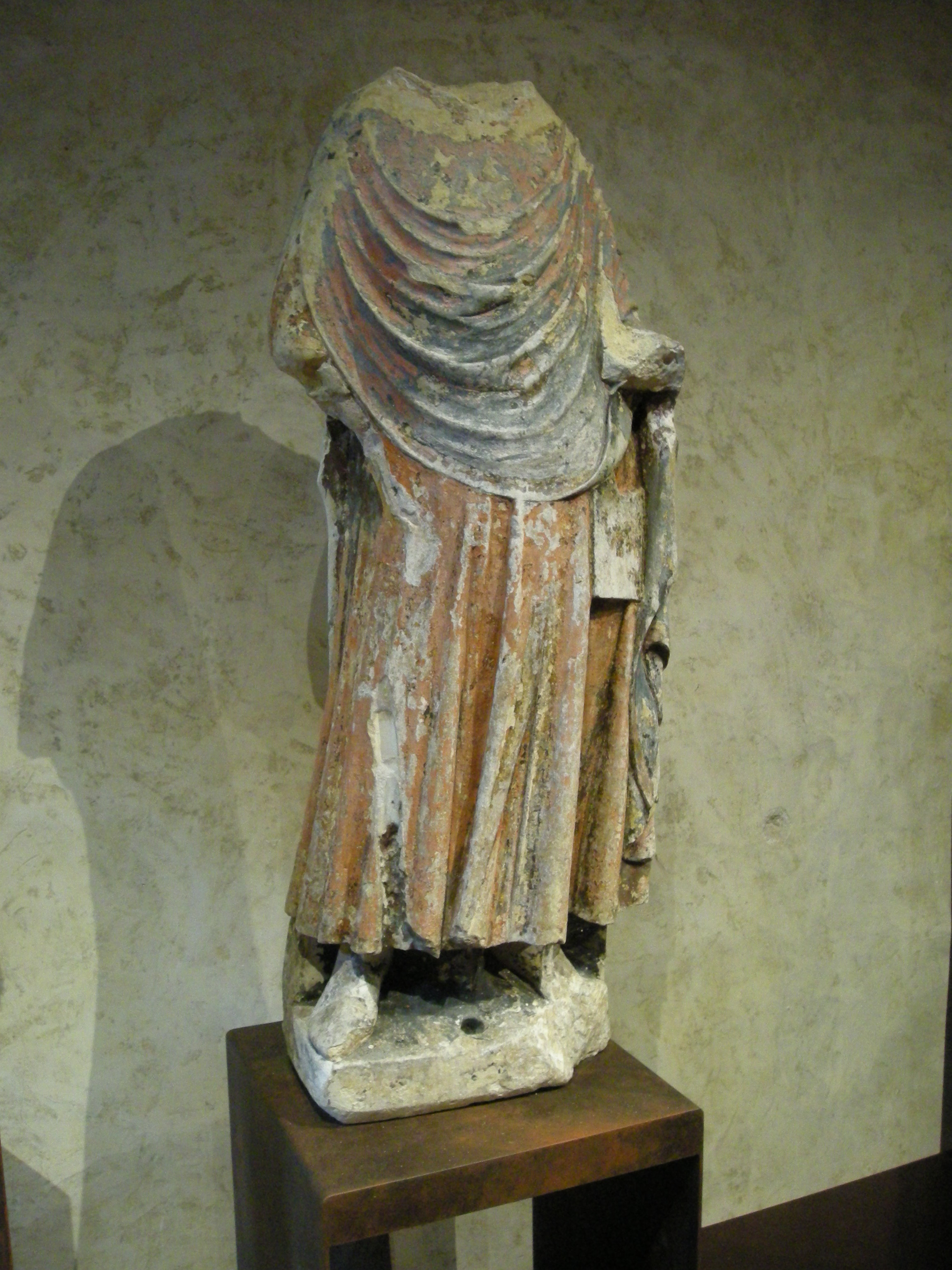
Le nom de l'animal vient de la ressemblance entre ses arcs branchiaux et le drapé du manteau des pèlerins.
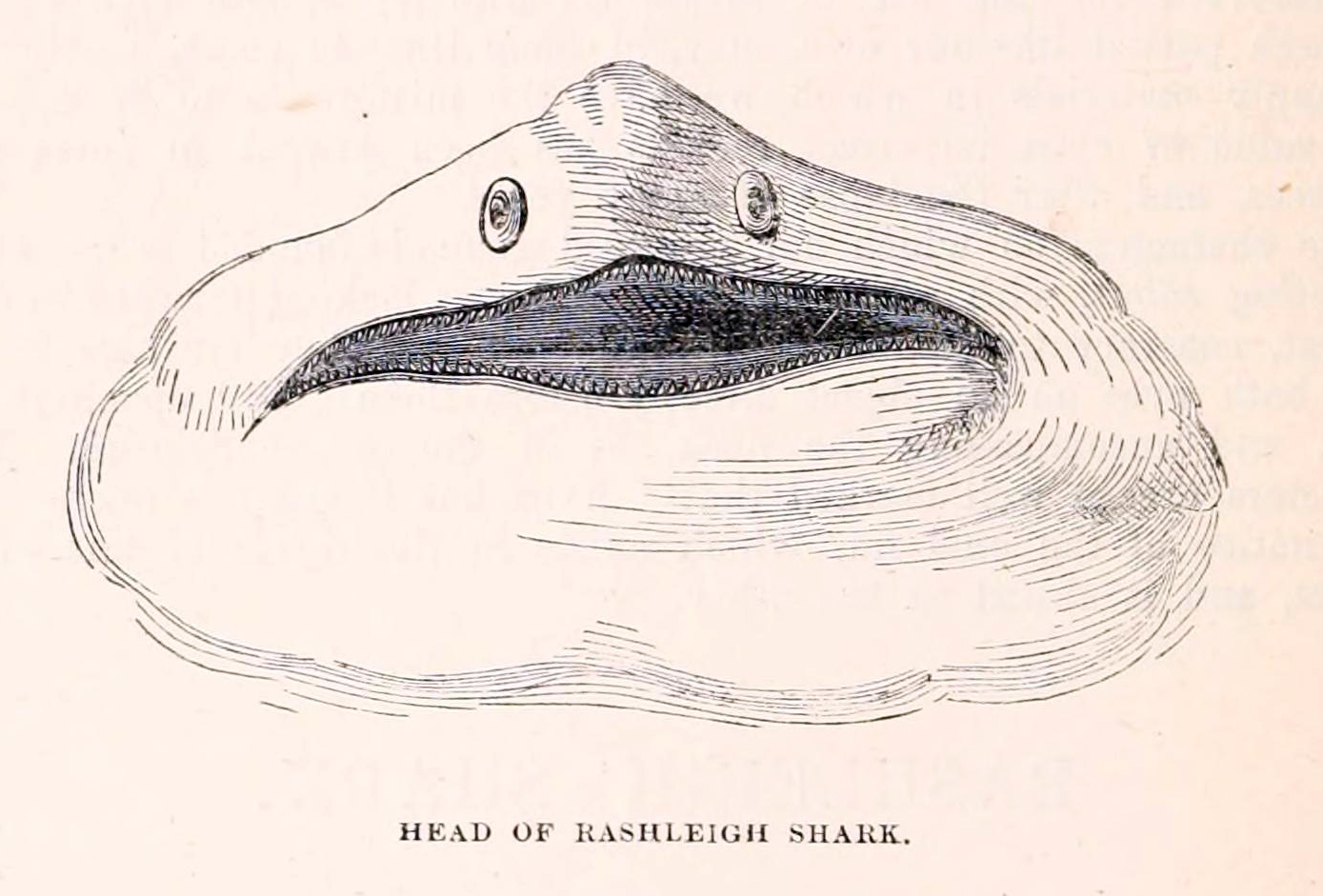
Dans un premier temps, on a distingué, dans la littérature scientifique anglaise, le Rashleig shark…
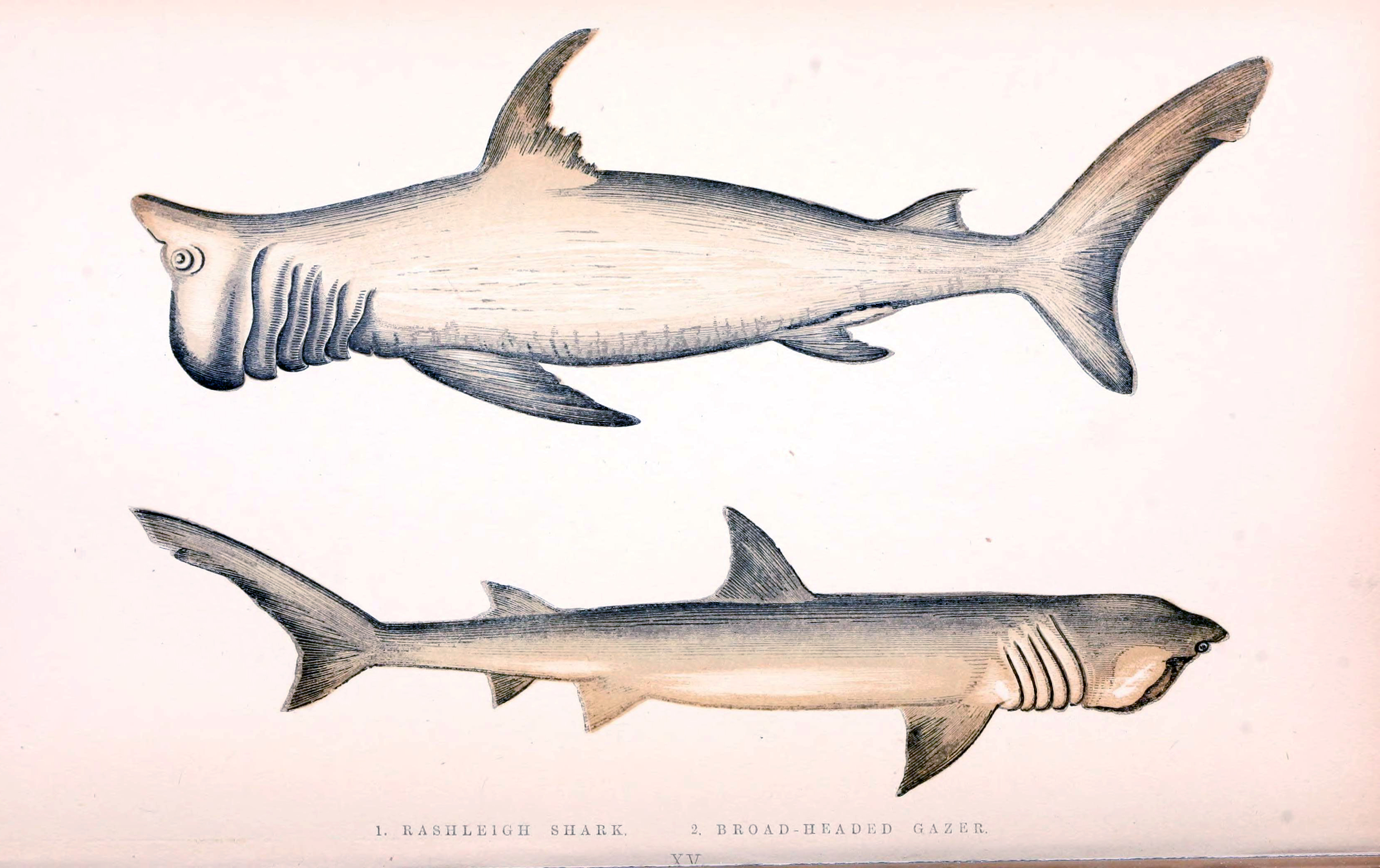
…le Broad headed gazer et le Basking shark, qui étaient tous trois le même animal.

## Morphologie et physiologie

### Morphologie générale
Rencontré, entre autres, dans les eaux tempérées d'Europe, cet animal se distingue facilement des autres requins par sa grande taille. En effet, la taille maximale signalée est de 12,2 m. Au repos, il se caractérise par ses fentes branchiales allongées, occupant pratiquement toute la hauteur de la tête, son museau pointu et sa large bouche. Lorsqu'il chasse, on le croise gueule béante, fentes branchiales distendues latéralement, filtrant le plancton, tout en laissant poindre à la surface de l'eau son aileron dorsal et la partie supérieure de sa nageoire caudale qui a une forme de croissant.

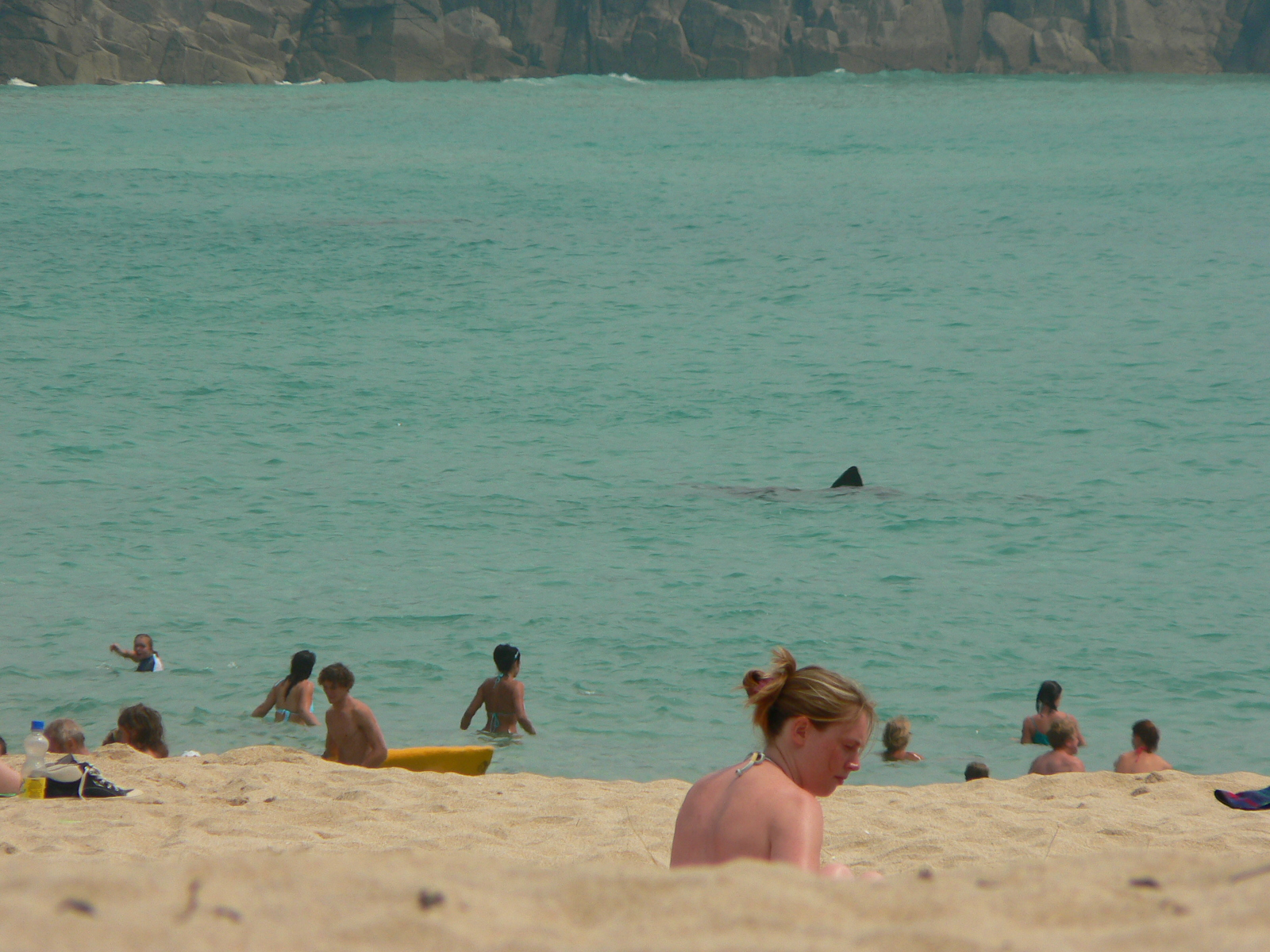
Pour l'observateur non averti, le requin pèlerin peut passer pour un grand requin blanc.
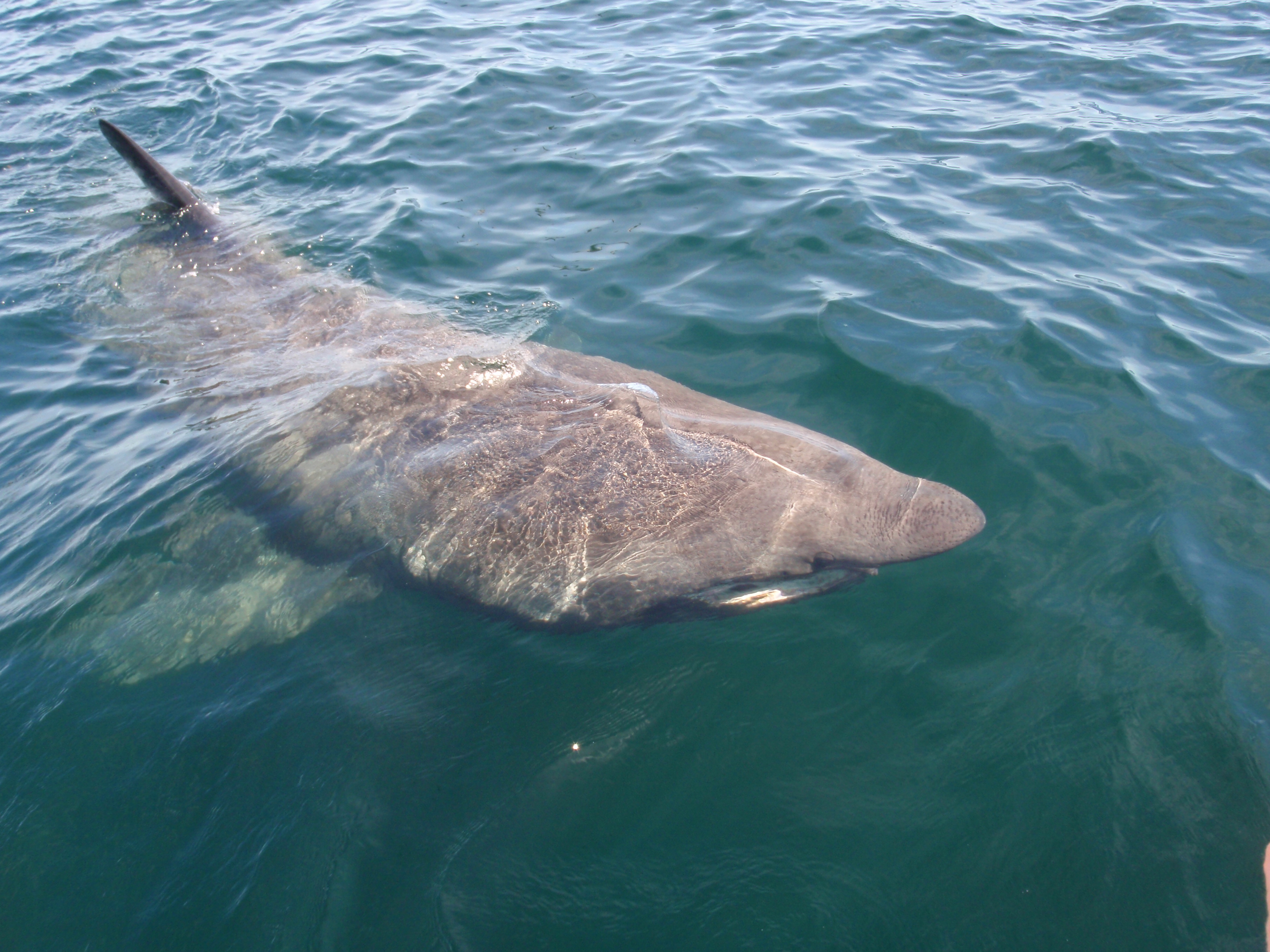
Cependant, le « museau » du requin pèlerin l'en distingue facilement après un examen attentif…
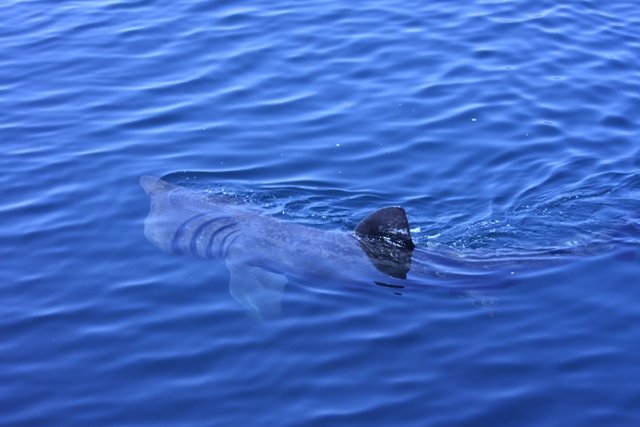
…et les différences sont accentuées quand le requin pèlerin chasse le plancton la gueule béante.

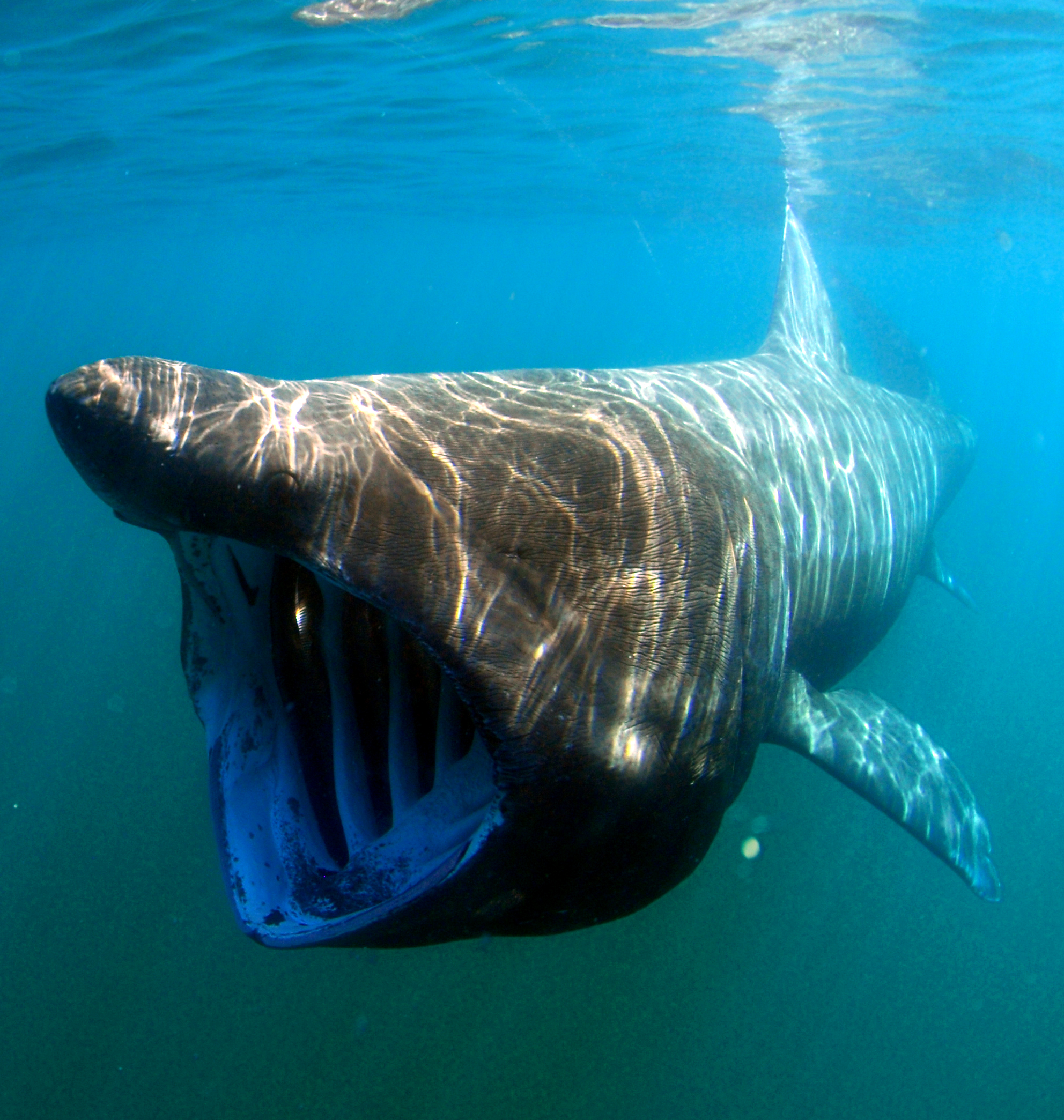
Les mâchoires du requin pèlerin sont très souples, lui permettant d'ouvrir très largement sa gueule.

Le corps du requin pèlerin est fusiforme, se terminant progressivement en pointe vers l'arrière depuis l'origine de la première nageoire dorsale — où il atteint son plus grand diamètre — jusqu'au pédoncule caudal. La tête, courte par rapport au tronc, est légèrement comprimée latéralement au niveau de la bouche. Le museau est très court, pointu et conique, prolongé en une trompe, tronquée en avant et terminée par une pointe avec de nombreuses ampoules de Lorenzini sur la surface dorsale. Les yeux, situés un peu en arrière de l'origine de la bouche, sont petits, sans membrane nictitante ou replis suboculaires. Les fentes branchiales du Pèlerin sont très grandes, s'étendant du côté supérieur de la tête jusqu'au niveau de la gorge. La première est la plus longue, la cinquième la plus courte. Des branchiospines recouvrent la face interne des arcs branchiaux. Par leur nombre et leur forme de fanon, elles constituent un tamis efficace qui filtre le plancton dans l'eau avalée. La bouche est grande et occupe presque toute la longueur de la tête. Arrondie chez l'adulte, elle est presque transversale chez le jeune. L'articulation de la mâchoire est très souple aux symphyses, lui procurant une très grande extensibilité latérale. Les dents sont petites, mesurant 3 millimètres de longueur chez un requin de 4 mètres, pour à peine 6 millimètres chez un individu de 10 mètres et ont une forme de crochet. Elles sont réparties sur 4 à 7 rangées fonctionnelles, avec, dans chaque rangée, près d'une centaine de dents de chaque côté de la bouche. Les dents centrales sont basses, triangulaires ; les latérales sont coniques, légèrement recourbées et comprimées latéralement, avec une partie basale striée et, de chaque côté, une crête latérale. Sur la mâchoire supérieure, les dents médianes sont isolées, dispersées sur un grand espace au milieu de la mâchoire ; cette raréfaction des dents ne se remarque pas sur la mâchoire inférieure.

### Les nageoires
L'origine de la première nageoire dorsale est située un peu en avant de la moitié de la longueur (caudale exclue). Elle forme un triangle équilatéral. Le bord antérieur est droit ou légèrement convexe ; le bord postérieur est légèrement concave, parfois très légèrement convexe. Le sommet est arrondi sans être pointu. Le bord postérieur est libre sur un quart environ de sa longueur à la base. Le milieu de cette nageoire est sensiblement équidistant entre le bout du museau et le centre déprimé de la fourche caudale. La deuxième dorsale est beaucoup plus petite ; sa hauteur n'atteignant que le quart environ de celle de la première. Elle est située approximativement à l'origine du tiers postérieur de la longueur totale. Ses trois côtés sont sensiblement égaux ; le sommet est bien arrondi, le bord postérieur concave. La longueur du bord libre est égale à la longueur de la base de cette nageoire.
La caudale mesure entre 20 et 25 % de la longueur totale. En forme de croissant, son lobe supérieur, nettement plus développé que le lobe inférieur, est redressé comme dans tous les Lamnidés. Le bord postérieur, incliné à 60° par rapport à l'horizontale, est presque droit avec des encoches subterminales bien marquées. La longueur du lobe inférieur de la caudale est égale à 60-65 % de celle du lobe supérieur. L'inclinaison de son bord postérieur est d'environ 70° par rapport à l'horizontale.
La nageoire anale est petite, placée ventralement en arrière de la deuxième dorsale et de même taille que celle-ci. Son origine se situe sur la perpendiculaire issue de l'extrémité postérieure de cette nageoire. Les deux nageoires pelviennes, dont l'origine est située aux 2/3 de la distance du bout du museau à l'origine de la caudale, sont également triangulaires équilatérales. Leur hauteur est égale aux 2/3 environ de celle de la première dorsale. Les pectorales sont fortes. Elles prennent origine immédiatement en arrière de la cinquième fente branchiale et la longueur de leur bord antérieur, très légèrement convexe, est égale au septième de la longueur totale soit le cinquième de la longueur du bout du museau à l'origine de la caudale. Le bord postérieur est concave, arrondi à la base à son bord interne. La pointe de cette nageoire est arrondie.

### La livrée

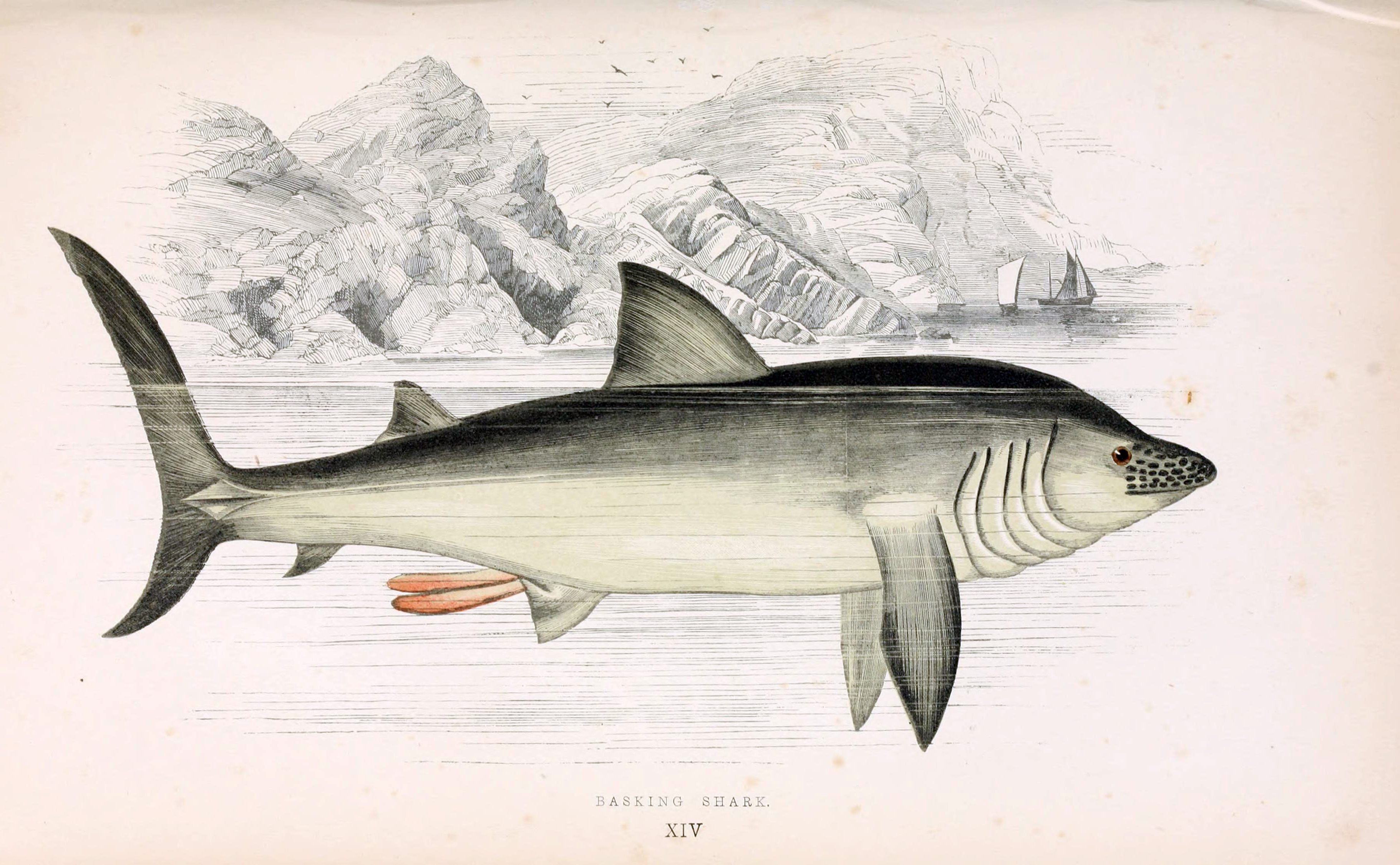
La livrée du requin pèlerin passe du bleu ardoise, sur sa partie supérieure, au blanc, sur sa partie inférieure.

La partie supérieure de l'animal varie du noirâtre au gris-brun ou bleu-gris. La coloration s'atténue sur les flancs et le ventre qui passent progressivement au blanc. La partie inférieure est souvent mouchetée de taches claires derrière la tête et au niveau de l'abdomen. Les flancs peuvent être parcourus de bandes claires et de taches,. Des cas d'albinisme ont été rapportés. La peau est épaisse, recouverte de denticules dermiques cornés de petite taille, disposés par bandes ou par plaques avec des espaces nus dans les intervalles. Ces denticules sont dressés avec le sommet recourbé, une crête médiane à la face antérieure et une base élargie et plissée.

## Écologie et comportement

### Alimentation

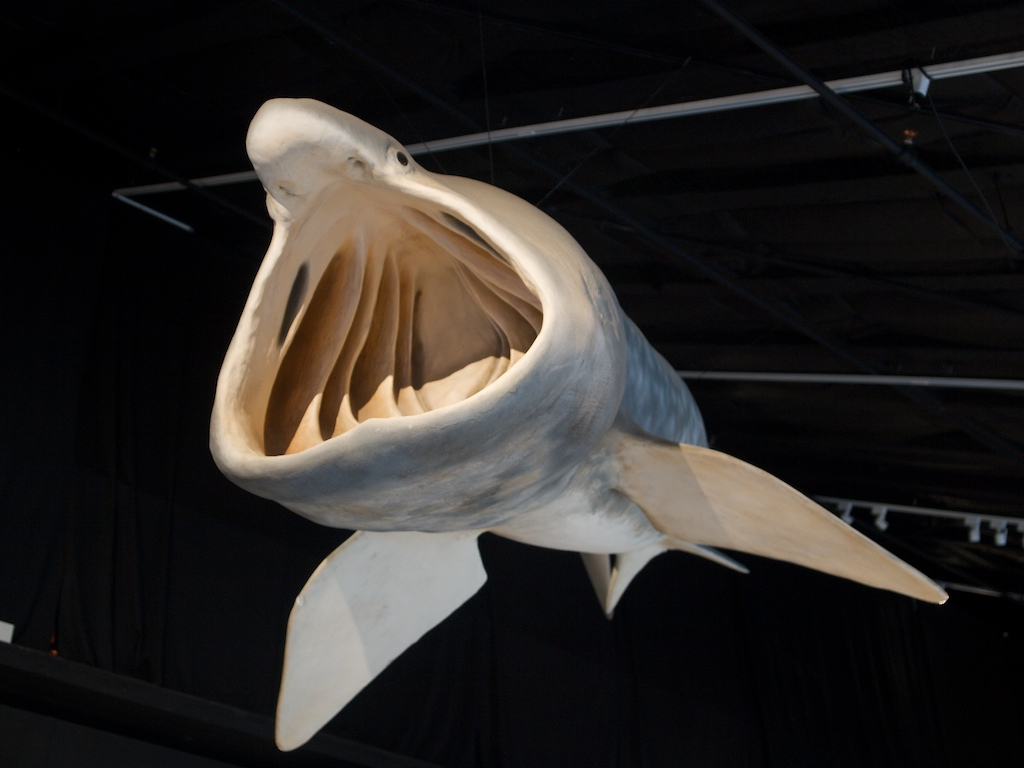
L'eau ingurgitée ressort par les fentes branchiales et les petits animaux du plancton sont retenus.

Le Pèlerin est presque exclusivement planctonivore (un des seuls requins dans ce cas avec le requin-baleine et le requin grande gueule), ainsi que le montre l'examen du contenu stomacal des animaux actifs à la surface de la mer, où se concentrent le zooplancton dans ses branchiospines spécialisées. En effet, au printemps et en été, il se tient là où se trouvent les bancs de plancton dans des eaux de 11 à 14 °C et nage la bouche ouverte à travers ces bancs, avalant l'eau avec ce qu'elle contient. L'eau ingurgitée ressort par les fentes branchiales et les petits animaux du plancton (notamment Calanus helgolandicus) sont retenus sur le filtre constitué par les branchiospines longues et déliées disposées sur chaque arc branchial. Ils sont ensuite avalés, tandis que l'eau filtrée et expulsée ressort par les fentes branchiales en régénérant l'oxygène du sang. Cependant, il ne se nourrit pas exclusivement de plancton et fait également sa proie des petits poissons grégaires : capelans, maquereaux, sardines, harengs, etc. Des auteurs ont pu « évaluer à 400 kilos environ la quantité de harengs trouvée dans l'estomac d'un adulte ». On a également retrouvé des crevettes pélagiques d'eau profonde dans l'estomac d'un Pèlerin au Japon, ce qui laisse croire que les sources mésopélagiques de nourriture existent.

### Cycle vital et reproduction
Les caractéristiques du cycle vital et de la reproduction du Pèlerin sont mal connues, mais sont sans doute similaires à celles d'autres lamniformes. Le Pèlerin est ovovivipare, la femelle mettant au monde des petits vivants, mesurant de 1,5 à 2 m. La période de gestation serait de 2,6 à 3,5 années, soit la plus longue de tous les animaux à égalité avec le requin-lézard, et la période entre les portées, de 2 à 4 années. Les embryons doivent être expulsés en hiver, car on en trouve rarement trace en avril-mai. Les comportements de parade nuptiale et les cicatrices laissent croire que les animaux s'accoupleraient au printemps : à cette époque de l'année, on peut observer les Pèlerins nageant par deux ou trois, l'un derrière l'autre, avec en général, une femelle en tête et les mâles derrière. On a pu remarquer que le museau des mâles suiveurs et leurs ptérygopodes étaient frottés à sang, tandis que la femelle n'avait pas de sang au museau, mais présentait une abrasion de la région cloacale. La productivité annuelle estimée est la plus faible connue de tous les requins, la durée d'une génération est de 22 à 33 ans.
On ne voit que rarement de jeunes Pèlerins. Il est probable qu'ils se tiennent dans les eaux profondes jusqu'à ce que l'animal ait atteint une taille de 2 à 3 mètres. Les juvéniles sont reconnaissables à leur tête notablement différente de celle de l'adulte : étirée, formant un museau charnu, épais et pointu dont l'extrémité est parfois recourbée en crochet. Ils parviennent à maturité vers l’âge de 12 à 16 ans dans le cas des mâles ; leur puberté se manifeste extérieurement par la disparition progressive de la trompe et le développement des ptérygopodes déjà présents chez les individus de 3,50 m à 4 m et qui atteignent de 60 centimètres à 1 mètre de long chez l'adulte. Dans le cas des femelles, la maturité est atteinte vers l’âge de 16 à 20 ans, là aussi la trompe disparaissant. Les femelles matures sont plus grosses que les mâles au même stade, comme c'est le cas chez de nombreuses autres espèces de requin. La durée de vie du Pèlerin est probablement d'environ 50 ans et la taille maximale rapportée est de 12,2 m de longueur.

### Commensalisme et parasitisme

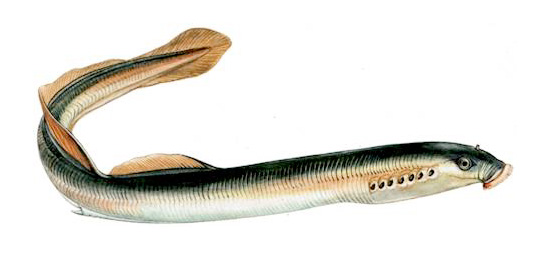
La lamproie marine s'attache souvent à la peau des requins pèlerins de l'Atlantique Nord.

En plus des copépodes ectoparasites habituels des requins, les Pèlerins de l'Atlantique Nord ont souvent des lamproies marines (Petromyzon marinus) attachées à leur peau. Bien que les lamproies soient apparemment incapables de percer la peau caparaçonnée de denticules du requin, elles sont assez « irritantes » pour provoquer un comportement de nettoyage par frottement sur une surface ou même par un saut (breach) afin de les déloger. En effet, des observations récentes et des photographies indiquent que les requins pèlerins peuvent jaillir totalement ou partiellement hors de l'eau pour détacher parasites ou commensaux comme les lamproies ou encore les rémoras,. Ces comportements sont observés chez des requins seuls ou en groupe, ce qui semble évoquer une forme de communication intraspécifique car l'énergie dépensée semble énorme pour un résultat peu convaincant.

### Prédateurs
Les Pèlerins adultes n'ont pas de prédateurs connus, mais les jeunes sont sans doute vulnérables aux grands prédateurs marins comme l'épaulard (Orcinus orca) ou bien le grand requin blanc (Carcharodon carcharias). Dans un cas exceptionnel, on a découvert un requin pèlerin de 2,5 m dans l'estomac d'un cachalot des Açores.

### Comportement
Malgré sa taille énorme, c'est un être indolent, tout à fait inoffensif, se déplaçant lentement à une vitesse de 3 à 4 nœuds, mais pouvant atteindre jusqu'à 9-10 nœuds. Il doit son nom anglais de Basking shark (« requin flâneur ») à son habitude de se reposer au plus chaud de la journée à la surface de la mer, paraissant se prélasser au soleil, la nageoire dorsale battant doucement et une portion du dos seuls visibles au-dessus de la surface, ou encore couché sur le flanc et même sur le dos, le ventre en l'air. Johan Ernst Gunnerus, son descripteur, a dès le départ mis en avant ce caractère nonchalant : 

« Le Pèlerin n'a rien de la férocité des autres grands squales ; c'est un animal qui n'attaque jamais, qui est particulièrement lent et paresseux. Un bateau peut le poursuivre pendant longtemps sans qu'il prenne la fuite. On peut s'approcher de lui assez près pour le harponner lorsqu'il se laisse flotter à la surface de l'eau, se chauffant aux rayons du soleil du nord. Ce n'est que lorsqu'il se sent blessé qu'il relève la queue et plonge brusquement. »

 Malgré son apparente insouciance, des scientifiques de l'université anglaise de Plymouth ont montré, grâce à des balises de géolocalisation, que ce requin ne nage pas à l'aveuglette pour se nourrir, mais qu'il se montre très sélectif. Le Pèlerin détecterait les zones riches en zooplanctons, sélectionnerait ses espèces préférées et mémoriserait les migrations du plancton au cours des saisons, lui permettant de le suivre toute l'année.
Bien que généralement de mœurs solitaires, il présente un comportement grégaire à certaines époques et pendant plusieurs mois. Il est assez fréquent de rencontrer des bancs de Pèlerins de vingt, trente, parfois de soixante à cent individus de tailles différentes se déplaçant ensemble, particulièrement à l'époque de la reproduction.

## Habitat et distribution

### Habitat
Le Pèlerin préfère les secteurs où se concentre le zooplancton. Il s'agit des fronts où les masses d'eau se rencontrent ou des caps et des zones de fortes marées autour des îles et dans les baies. Une étude de 2008 montre que ce requin utilise peut-être également des habitats de plus de 1 000 m de profondeur.

### Répartition

Répartition géographique du requin pèlerin.

Partout dans le monde, les Pèlerins occupent les eaux tempérées des plateaux côtiers, mais sont présents de manière localisée au large des côtes de 50 pays. Dans l'Atlantique Nord, les Pèlerins sont observés du sud-est au sud-ouest en passant par le nord, depuis le Sénégal et plusieurs pays d’Europe (y compris en mer Méditerranée), en passant par la Norvège, la Suède et la Russie, jusqu’à l’Islande, le Canada (Terre-Neuve, Nouvelle-Écosse, Nouveau-Brunswick), la côte est des États-Unis et le golfe du Mexique plus à l’ouest. Dans le Pacifique Nord, les Pèlerins sont également observés du sud-ouest au sud-est avec une pointe septentrionale, depuis le Japon, la Chine et les îles Aléoutiennes, jusqu’à l'Alaska, la Colombie-Britannique et la côte ouest des États-Unis et du Mexique (Baja California et nord du golfe de Californie). Le Pèlerin n'a jamais été observé dans les eaux équatoriales,,.

### L'étude des migrations
Jusqu'en 2009, les ichtyologistes ne l'observaient qu'en été et toujours en Atlantique Nord. Ils ignoraient presque tout de son comportement hivernal,. Ils ont d'abord constaté (grâce à du radiotracking) qu'il n'hibernait pas l'hiver bien que des études antérieures l'aient postulé. On sait depuis peu grâce à l'utilisation de balises (de type PSAT) accrochées au moyen d'une fléchette sur la peau de 25 requins pèlerins que les individus de cette espèce migrent vers des eaux plus chaudes, en changeant même d'hémisphère puisqu'on a retrouvé des requins marqués en Atlantique Nord en train d'hiverner au large de la Guyane ou du Brésil (pour des individus marqués au large de la côte est des États-Unis). Ces puces enregistraient la profondeur, la température et le niveau de lumière toutes les 10 à 15 secondes et envoyaient leurs informations à un satellite quand le requin remontait. Elles ont montré qu'une partie du trajet se fait à des profondeurs antérieurement insoupçonnées : de 200 à 1 000 m de profondeur et dure parfois plusieurs mois. Ce voyage pourrait permettre une meilleure gestation des femelles, une mise bas plus aisée et augmenter les chances de survie des nouveau-nés.
Sa distribution estivale commence à être connue, mais si on sait depuis peu qu'ils migrent vers le sud en hiver, on ne connaît pas encore leur aire hivernale de répartition.
On le trouve en été dans les eaux du plateau et du talus continental des zones tempérées et froides des deux hémisphères.
En Méditerranée française, le requin pèlerin est suspecté de fréquenter saisonnièrement des eaux du bassin liguro-provençal en face du Golfe du Lion. Cette zone est la seule biorégion de bloom planctonique non-côtière de Méditerranée, et devient la zone la plus productrice en plancton de cette mer durant le printemps. La mise en évidence de déplacements sur ce secteur en relation avec l'alimentation, a été mis en évidence à partir d'une étude statistique des observations. Une anomalie environnementale affectant le développement planctonique saisonnier a eu pour effet d'attirer des individus à la côte sur des secteurs plus productifs. L'implication des changements climatiques dans ce phénomène reste non prouvée mais cet exemple illustre le potentiel futur impact des anomalies climatiques sur les déplacements de cette espèce.

## Histoire évolutive
|  | Maraîche (Lamna)                                                                                     |
|  | |
|  | \| \| Requin mako (Isurus) \| \| \| \| \| \| Grand requin blanc (Carcharodon carcharias) \| \| \| \| |
|  | |
|  | Requin mako (Isurus)                                                                                 |
|  | |
|  | Grand requin blanc (Carcharodon carcharias)                                                          |
|  | |

|  | Requin mako (Isurus)                        |
|  |                                             |
|  | Grand requin blanc (Carcharodon carcharias) |
|  |                                             |

|  | Maraîche (Lamna)                                                                                     |
|  | |
|  | \| \| Requin mako (Isurus) \| \| \| \| \| \| Grand requin blanc (Carcharodon carcharias) \| \| \| \| |
|  | |
|  | Requin mako (Isurus)                                                                                 |
|  | |
|  | Grand requin blanc (Carcharodon carcharias)                                                          |
|  | |

|  | Requin mako (Isurus)                        |
|  |                                             |
|  | Grand requin blanc (Carcharodon carcharias) |
|  |                                             |

|  | Maraîche (Lamna)                                                                                     |
|  | |
|  | \| \| Requin mako (Isurus) \| \| \| \| \| \| Grand requin blanc (Carcharodon carcharias) \| \| \| \| |
|  | |
|  | Requin mako (Isurus)                                                                                 |
|  | |
|  | Grand requin blanc (Carcharodon carcharias)                                                          |
|  | |

|  | Requin mako (Isurus)                        |
|  |                                             |
|  | Grand requin blanc (Carcharodon carcharias) |
|  |                                             |

|  | Maraîche (Lamna)                                                                                     |
|  | |
|  | \| \| Requin mako (Isurus) \| \| \| \| \| \| Grand requin blanc (Carcharodon carcharias) \| \| \| \| |
|  | |
|  | Requin mako (Isurus)                                                                                 |
|  | |
|  | Grand requin blanc (Carcharodon carcharias)                                                          |
|  | |

|  | Requin mako (Isurus)                        |
|  |                                             |
|  | Grand requin blanc (Carcharodon carcharias) |
|  |                                             |

Le Pèlerin est le seul membre actuel de la famille des Cétorhinidés, laquelle est proche de la famille des Lamnidae. Ces familles constituent deux des sept formant l'ordre des Lamniformes. Celui-ci est l'un des huit ordres composant le super ordre des Selachimorpha (sous-classe des Elasmobranchii).
Une espèce fossile proche est connue à partir de dents : Cetorhinus parvus, datant de l'Oligo-Miocène.

## Le requin pèlerin et l'humain

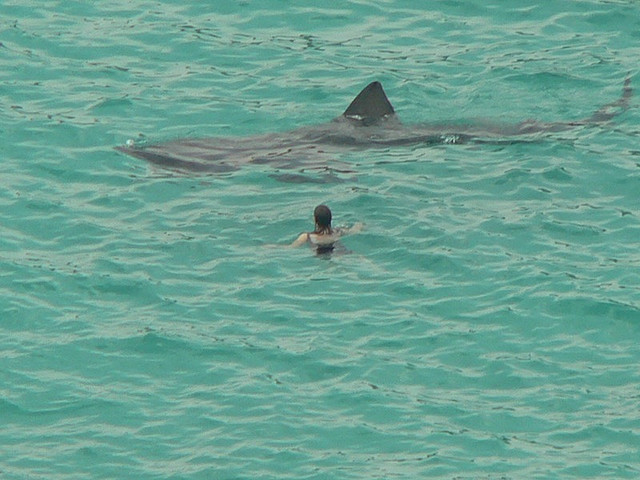
Le requin pèlerin n'est pas agressif envers l'humain.

De par leur régime alimentaire planctonivore, les Pèlerins sont inoffensifs pour l'humain. Leur comportement n'est pas agressif et ils n'attaquent ni les plongeurs ni les bateaux. Cependant, du fait de leur taille, ils ont une force énorme et peuvent blesser un plongeur dans un mouvement de fuite ou de défense. De plus, leur peau couverte de denticules est abrasive comme du papier de verre.

### L'ère de la chasse au requin pèlerin
Cette espèce a longtemps fait l'objet d'une pêche régulière dans les régions qu'elle fréquente, à proximité des côtes (côtes de Norvège, Écosse, Irlande, Canada, Massachusetts et Californie). Son foie (qui représente 15 à 20 % du poids de l'animal) est riche en huile et sa chair est comestible tandis que sa peau tannée donne un cuir épais et résistant. Cependant, sa raréfaction, l'abondance sur les marchés des huiles d'autres poissons à bas prix et un ravitaillement plus facile sur les côtes les plus reculées, firent que sa pêche fut progressivement abandonnée. En France, ce n'est que pendant la Seconde Guerre mondiale et quelque temps après qu'elle connut un regain d'activité avec la pénurie de corps gras d'origine animale et les difficultés du ravitaillement. À l'époque, « on en fit des fritures, bien qu'il convint d'y faire brûler au préalable des oignons pour lui enlever son odeur particulière. Ces fritures étaient bonnes et personne ne fut incommodé ». Cet « engouement » passager déclina avec la reprise des conditions normales d'approvisionnement à la fin des années 1940.

#### Méthodes de pêche
Trois cas de figure ont conduit les pêcheurs à prendre du requin pèlerin :
- un adulte empêtré dans des filets destinés aux maquereaux ou au harengs ;
- un juvénile piégé dans un chalut (les jeunes fréquentent les eaux profondes) ;
- le harponnage, le seul cas où sa pêche était intentionnelle[21].

Lors de la pêche du Pèlerin proprement dite, il s'agit pour de petites embarcations de s'approcher le plus possible de l'animal par mer calme, condition nécessaire pour que le squale se laisse facilement approcher. À l'époque, le harpon était lancé à la main avec plus ou moins de réussite. La localisation du point d'impact est cruciale. Si le coup est porté à l'épaule, l'animal est très difficile à tuer. Les plus habiles visent le museau afin d'empêcher le requin de plonger. L'idéal est d'atteindre le corps, près de la nageoire dorsale, afin d'endommager les intestins, ou bien près de la queue de façon à léser les vertèbres dorsales.
En Irlande, l'animal était immobilisé en entaillant le pédoncule caudal, celui-ci se brisant avec les efforts désespérés de l'animal pour se libérer. S'affaiblissant sous l'effet de l'hémorragie, l'animal est alors ramené près du bateau après plusieurs heures d'efforts. Lorsqu'il se trouve près du bateau, il est achevé à l'aide d'un grand coutelas. Mort, il est pris en remorque. Une fois au port, le requin est découpé en morceaux de 40 à 50 kilos, foie mis à part. Mis à part cette pêche archaïque et peu productive, certaines pêcheries mirent au point des méthodes industrielles de chasse au Pèlerin. Ainsi, au milieu du XXe siècle, les « Scottish West Coast Fisheries » opérèrent avec un bateau usine et trois petits chasseurs à moteur de 12 mètres, munis d'un canon lance-harpon, avec quatre hommes d'équipage restant en liaison téléphonique avec le bateau usine. À chaque harpon était fixée une ligne garnie de deux flotteurs constitués par des barils vides. Plusieurs squales pouvaient ainsi être harponnés successivement. À la fin de la pêche, les lignes sont récupérées et les carcasses, gonflées à l'air comprimé, sont remorquées jusqu'au port.

#### La chair
Pendant l'Occupation allemande[Laquelle ?], la chair du Pèlerin, qui prit comme tant d'autres requins la dénomination générique de « veau de mer », était peu estimée comme aliment[Où ?]. Elle était cependant débitée fraîche et expédiée sur les marchés. Elle prenait bien le sel et a également été vendue et consommée salée et même légèrement fumée. Dans le même temps, « à plusieurs reprises[Quand ?], des usines de conserves alimentaires ont essayé de la préparer en conserves hermétiques avec une couverture de sauce tomate. Les résultats ne furent pas heureux, le produit n'étant pas de goût agréable et sa consistance semblable à celle du caoutchouc, le rendant inconsommable ».

#### La peau
Différents essais de tannage effectués pendant la Seconde Guerre mondiale restèrent infructueux. De meilleurs résultats ont été obtenus après-guerre, la peau de Pèlerin, découpée en grands quartiers, puis salée et conservée quelque temps au sel avant d'être dirigée vers les tanneries spécialisées, était traitée pour la préparation d'un galuchat, résistant, ayant conservé une bonne souplesse.

#### Le foie et l'huile
Un Pèlerin de 5 tonnes (poids moyen) a un foie d'environ une tonne. De ce foie, on extrait en général 60 % d'huile ; une extraction poussée pouvant en donner 70 %. La quantité d'huile qu'il est possible d'extraire d'un foie de Pèlerin s'élève donc de 400 à 900 litres avec une moyenne d'environ 600 litres. L'insaponifiable de cette huile contient une très forte proportion de squalène et une quantité moindre de pristane à côté de petites quantités de cholestérol, et des acides palmitique, stéarique et oléique.
Indépendamment de son utilisation pour la trempe des aciers, l'huile de foie de Pèlerin a des qualités reconnues qui ont justifié son utilisation en :
- tannerie - l'huile se sulfone très bien et ainsi transformée sert au traitement des cuirs bon marché ;
- savonnerie - l'huile est peu propice à la fabrication du savon : son indice de saponification est trop faible ; elle ne donne que des savons mous, qui ont une odeur désagréable ;
- peinture - l'indice d'iode de l'huile de foie de Pèlerin est trop faible. Cette huile employée dans la peinture donne un produit qui sèche très lentement et qui, une fois sec, ne durcit pas ;
- chamoisage - les huiles de poissons propres au chamoisage doivent avoir un indice d'acide égal à 20, mais il serait possible d'augmenter l'indice d'acide en question par battage ou soufflage à chaud ;
- alimentation - les huiles de foie de Pèlerin ont une couleur analogue à celle des huiles d'arachide. Malheureusement, comme toutes les huiles de poisson, elles ont une odeur qui augmente si on les laisse à l'air. Néanmoins, « pendant ces années de restrictions alimentaires, la population de Belle-Île a employé l'huile de foie de Pèlerin pour la cuisine et, en particulier, pour la préparation de pommes de terre frites. Aucun accident n'a été à déplorer et personne ne semble avoir été indisposé[4] » ;
- valeur médicinale - contrairement aux huiles de foie de morue, merlu, baudroie, etc. l'huile de foie de Pèlerin n'a qu'une très faible teneur en vitamine A (de 0 à 1 000 unités par gramme[4]). À ce point de vue, elle se classe ainsi comme des plus pauvres parmi les huiles de foie des représentants de la famille des squales. Elle n'a donc pas d'utilisation médicale ou thérapeutique particulière.

### Importance économique
Dans le passé, ce requin a été chassé dans le monde entier principalement pour sa viande et l'huile provenant de son foie. Aujourd'hui, la pêche a pratiquement cessé, sauf en Chine et au Japon. Les ailerons sont vendus comme ingrédient pour la soupe de requin. Sur le marché asiatique, les nageoires fraîches peuvent coûter jusqu'à 1 000 $, tandis que les formes séchées se vendent généralement 700 $ le kilogramme. Le foie est vendu au Japon comme un aphrodisiaque ou comme un alicament, et son huile sert d'excipient et de corps gras pour les cosmétiques.
En Europe, d'anciennes régions qui pratiquaient sa pêche le valorisent désormais comme patrimoine naturel avec le développement de l'écotourisme. Malgré tout, à cause de sa rareté et de sa fragilité, il n'existe pas de « safaris aquatiques » tels que l'on peut organiser pour l'observation des baleines. Ainsi, sur l'île de Man en mer d'Irlande, l'observation des requins est bien encadrée afin de ne pas leur nuire. En Cornouailles, on profite de la régularité des apparitions de l'animal, à partir de juin, pour seulement prolonger les sorties « nature » en bateau.

### Une espèce menacée
La plus grande menace actuelle pour ce requin est la pêche intensive des pays asiatiques. Néanmoins, hors de l'Asie, les activités de pêche (lorsqu'un Pèlerin s'emmêle dans un filet maillant, il y meurt ou est tué par le pêcheur) et les collisions avec les bateaux sont les facteurs qui menacent le plus les populations de Pèlerins.
En effet, en raison de sa croissance lente, sa longue période de gestation et sa maturité sexuelle tardive, le requin pèlerin se montre incapable d'absorber les pertes occasionnées lors du XXe siècle et présente une faible diversité génétique. Il est ainsi considéré par les scientifiques comme une espèce en voie de disparition. Pour cette raison, le requin pèlerin est inscrit comme « vulnérable » sur la Liste Rouge de l’UICN (Union mondiale pour la nature),, en annexe II de la CITES ainsi que dans plusieurs conventions internationales telles que la convention OSPAR pour la protection du milieu marin de l’Atlantique Nord-Est ou la convention de Bonn sur la conservation des espèces.
En France, l'espèce n'est pas protégée. Seuls la pêche et le débarquement sont interdits. Deux associations françaises travaillent à son étude et sa conservation : l'Association pour l'étude et la conservation des sélaciens (APECS), basée à Brest, réalise chaque année un suivi des effectifs à l'échelle nationale et, pour les eaux de l'ile de Beauté spécifiquement : Corsica - Groupe de Recherche sur les Requins de Méditerranée, basée sur Ajaccio.

### Croyances populaires
Beaucoup d'histoires de serpents de mer et de monstres marins pourraient trouver leur explication dans l'observation de requins pèlerins se déplaçant en train ou de la forme particulière de leur cadavre en décomposition.

#### Le serpent de mer

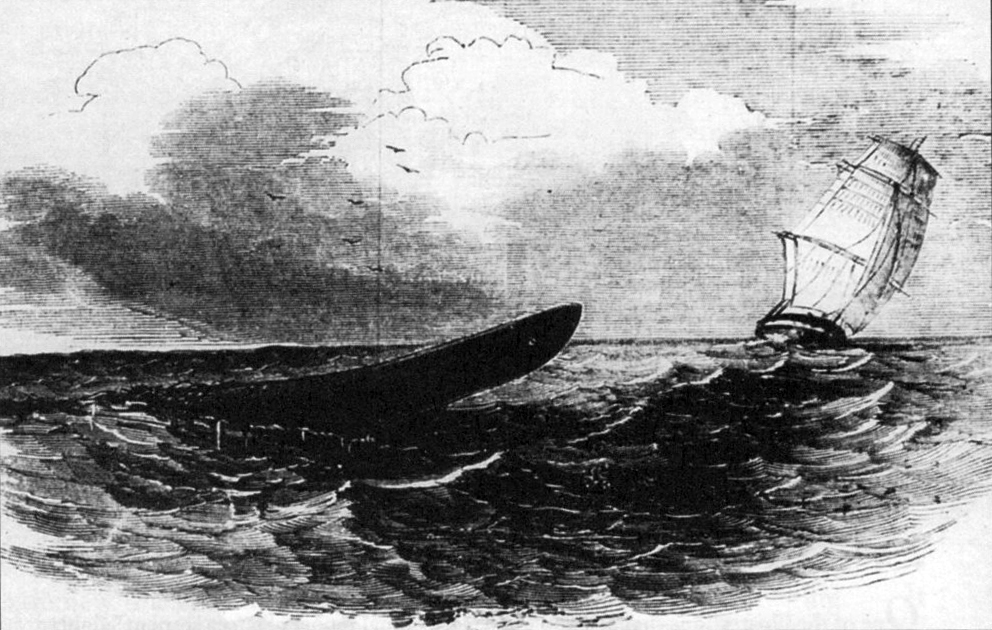
En 1849, le croisa un « serpent de mer » au large du Portugal.

En période de reproduction, il arrive que l'on puisse observer quelques individus, à la queue leu-leu, nageant à une vitesse de 4 à 5 nœuds, à douze ou quinze mètres d'intervalle. Comme à leur habitude, ces requins balancent mollement à la surface de l'eau leur nageoire dorsale surélevée, le lobe extérieur de la queue émergeant légèrement et ondulant de même. En y ajoutant l'imagination de pêcheurs, surtout si la femelle qui « mène le train » nage la bouche ouverte et le museau projeté au-dessus de la surface, il n'est pas étonnant que l'on ait signalé des serpents de mer.

#### Le plésiosaure
En se décomposant, le cadavre du requin pèlerin prend une forme insolite. Ces carcasses, remontées à la surface par les engins de pêche commerciale ou drossées sur le rivage, ont été utilisées à plusieurs occasions (le monstre de Stronsay, la carcasse du Zuiyo-maru) par des cryptozoologues comme des preuves de l'existence de plésiosaures encore vivants actuellement. En effet, sous l'action de vagues ou déchiqueté par la houle sur les rochers, le cadavre perd ses éléments les plus fragiles à savoir la mâchoire, les arcs branchiaux, la plus grande partie du squelette de la tête, ne laissant que la colonne vertébrale, la boîte crânienne, les nageoires pectorales et ventrales avec les ceintures thoracique et pelvienne. Ceci aboutit à une forme étrange que l'on peut aisément confondre avec le fameux reptile aquatique. Pourtant, l'analyse histologique trahit rapidement la nature de l'organisme.